# Rio Puruba
O rio Puruba, é um rio brasileiro do estado de São Paulo.